# یی سون وون
یی سون وون (Lee Soon-won) (کره‌ای: 이순원 ; متولد ۱۹۵۷) نویسنده مدرن کره جنوبی است که در مورد موضوعات مختلف می‌نویسد.
آثار یی سون وون پر از شخصیت‌هایی است که خارج از محدودیت‌های جامعه و به عنوان بوم نقاشی عمل می‌کنند.
رمان بیگناهی او رمانی سریالی است و زندگی زنانی را به تصویر می‌کشد که در اثر اعمال خشونت مستقیم یا غیرمستقیم زخمی شده‌اند.

## ترجمه
- Susaek: A Novel (کتابهای هما و سکی، ۲۰۰۸) - ترجمه Kang Hyunsook، لی جینا و رابرت پارکرشابک ‎۹۷۸۱۹۳۱۹۰۷۴۷۷
- به دنبال یک اسب (ناشران آسیا، ۲۰۱۴) - ترجمه Michelle Jooeun-Kim شابک ‎۹۷۹۱۱۵۶۶۲۰۵۶۳

## به زبان کره ای
مجموعه داستان‌های کوتاه
- صورت (얼굴، ۱۹۹۳)
- سوزاک، الگوی آن سایه (수색, 그 물빛 무늬، ۱۹۹۶)
- در جستجوی اسب (말을 찾아서، ۱۹۹۷)

رمان‌ها
- ماه روز (낮달، ۱۹۸۸)
- Eunbiryeong (은비령(銀飛領) ، ۱۹۹۷)
- مدیتیشن در مورد چتر دریایی (해파리에 관한 명상، ۱۹۹۸)
- عشق مانند زهر (독약 같은 사랑، ۱۹۹۸)
- بی گناهی (순수، ۲۰۰۰)
- بیست و سه و چهل و شش (스물셋, 그리고 마흔여섯، ۲۰۰۴)
- مدل (모델، ۲۰۰۴)

## جوایز
- جایزه ادبی دونگ این (۱۹۹۶) - برای «جستجو، الگویی که در قلب مادرم جاری است» (수색, 어머니 가슴속으로 흐르는 무늬)
- جایزه ادبی Yi Hyoseok (۲۰۰۰) - برای «خواب پدر» (아비의 잠)